# 百里村站
百里村站位于中国广西壮族自治区桂林市兴安县界首镇，为湘桂铁路车站，距离衡阳站284千米，距离凭祥站729千米。该站建于1938年，现为四等站，已不办理客运业务。。